# ド短期ツメコミ教育!豪腕!コーチング!!
『ド短期ツメコミ教育!豪腕!コーチング!!』（ドたんきツメコミきょういく!ごうわん!コーチング!!）は、テレビ東京系列局ほかで放送されていたテレビ東京製作のバラエティ番組である。テレビ東京系列局では2006年4月10日から2007年9月10日まで、毎週月曜 20:54 - 21:54 （日本標準時）に放送。

## 概要
タレントがコーチに師事して特訓を受けていた番組で、以下のようなフォーマットで進行。
- 2人のタレントが特訓を受けた後に対決し、勝った方が付いていたコーチに賞金100万円が贈られる。対決するタレントは、コーチ自らがリストの中から決める。現在は[いつ?]このスタイルは少ない。
- 数人のタレントが特訓を受けた後にその成果を披露し、ノルマをクリアすればコーチに賞金100万円が贈られる。
- 数人のタレントが特訓を受けた後、その成果を大勢の観客がいる大舞台で披露する。ノルマや賞金は無し。

楽器系の対決では、ほぼ毎回3人の審査員がどちらが勝者かを判定していた。
出演した主なコーチ
- 真矢（ドラム対決）
- 中村姉妹（ピアノ対決）
- 中野ブラザーズ（タップダンス対決）
- 横峯良郎（ゴルフ対決）
- MALTA（サックス対決）
- 森野熊八、金萬福、西川かの子（料理対決）
- ほか

今までに対決したテーマはピアノ、タップダンス、三味線、レスリングなど。
また、タレントを勉強させて東京大学に合格させる「芸能人こそ東大へ行け！」プロジェクトがあった。これの暗記は、2007年1月1日 0時50分から9時58分まで放送の『今年も生だよ芸人集合 9時間笑いっぱなし伝説 2007年もっとも売れる吉本No.1芸人は誰だ!?スペシャル』内で通して行われていた。
プロジェクト参加者
- 山崎邦正
- 出雲阿国
- 山田雅人
- いとうまい子
- 小林恵美
- 西秋愛菜
- 佐田正樹（バッドボーイズ）
- ほか

上記2つの企画が番組の二本柱となっている。しかし、東大企画は私立大学を受験した佐田正樹以外は全員大学入試センター試験の足きりに引っかかり、一人も二次試験に進めないまま終了した（山崎にいたっては試験科目を間違えた。また、佐田正樹は明治大学、駒澤大学、帝京大学、青山学院大学に不合格となるものの、東洋大学に合格した）。その後、一度は東大企画が自然に終わったかに見えたのだが、2007年8月6日の放送で、企画に挑戦した者の中から山田雅人、いとうまい子、レイザーラモンRGら6人が、東大合格を諦めきれない思いから再度東大受験を目指すことを決めたとの発表があった。

## 出演者

### MC
- 浅野ゆう子 - 2006年10月16日放送分まで出演。
- 鈴木杏樹 - 2006年11月13日放送分から出演。
- 今田耕司

### レギュラー
- 橋下徹
- 北斗晶

### ナレーター
- 垂木勉

## スタッフ

### 番組終了時のスタッフ
- 構成：たちばなひとなり、北本かつら、塩野智章、ヒロハラノブヒコ、石井裕之、石坂伸太郎、田中大祐、橋本吾市
- リサーチ：山川俊司、寺坂直毅
- 技術：田中圭介（テレビ東京）
- 映像：大崎雅典・葛西雅弘（テレビ東京）
- カメラ：野瀬一成・近藤剛史（テレビ東京）
- 音声：飯嶋康生
- 照明：瀬戸五郎
- 美術：宇都木民雄
- デザイン：薬王寺哲朗
- 美術進行：小越敏彦
- タイトル：Blood Tube Inc.
- イラスト：ニイルセン
- メイク：山田かつら
- 衣装デザイン：ごあきうえ
- 音響効果：矢部公英、佐藤卓嗣（278）
- TK（タイムキーパー）：山口佳奈絵（ジャムオフィス）
- 編集：池田博俊（麻布プラザ）
- MA：佐藤卓也（麻布プラザ）
- 観客動員：BEEPS
- 番宣：圡方真（テレビ東京）
- デスク：海野和可奈（テレビ東京）
- AD（アシスタントディレクター）：金子優（テレビ東京）、上原太志（BACK-UP）、辻仁史（極東電視台）
- AP（アシスタントプロデューサー）：五箇公貴（テレビ東京）、内田弦（吉本興業）、熊坂朋美・石橋裕子・後藤央（BACK-UP）
- 制作プロデューサー：加茂忠夫（office KLEIN）、中村昌哉・三浦正義（極東電視台）
- ディレクター：神山祐人・矢部宏光・荻野和人（テレビ東京）、牛久英雄・川田忠仁・田川裕也（BACK-UP）、大場剛・大畠憲彦・我妻哲也・有馬竜一（極東電視台）
- チーフディレクター：松本真、中野テツジロ（極東電視台）
- 監修：斉藤敏豪
- 総合演出：堤本幸男（BACK-UP）
- プロデューサー：宮本稔久（吉本興業）、礒田裕子（BACK-UP）
- プロデューサー・演出：伊藤隆行（テレビ東京）
- 技術協力：テクノマックス、スウィッシュ・ジャパン
- 照明・美術協力：テレビ東京アート
- スタッフ協力：office KLEIN、極東電視台
- 制作協力：吉本興業、BACK-UP

### 途中まで参加していたスタッフ
- プロデューサー：桜井卓也（テレビ東京）
- AP（アシスタントプロデューサー）：家永洋（吉本興業）
- AD（アシスタントディレクター）：石原良憲
- 映像調整：伊藤和孝（テレビ東京）
- VTR編集：関正一（麻布プラザ）
- スタッフ協力：トラストクリエイション

## 放送局
| 放送対象地域   | 放送局         | 系列                          | 放送日時                                                                                             | 備考                       |
| -------------- | -------------- | ----------------------------- | --- | -------------------------- |
| 関東広域圏     | テレビ東京     | テレビ東京系列                | 月曜 20:54 - 21:54                                                                                   | 製作局 ハイビジョン        |
| 北海道         | テレビ北海道   | テレビ東京系列                | 月曜 20:54 - 21:54                                                                                   | 同時ネット ハイビジョン    |
| 愛知県         | テレビ愛知     | テレビ東京系列                | 月曜 20:54 - 21:54                                                                                   | 同時ネット ハイビジョン    |
| 大阪府         | テレビ大阪     | テレビ東京系列                | 月曜 20:54 - 21:54                                                                                   | 同時ネット ハイビジョン    |
| 岡山県・香川県 | テレビせとうち | テレビ東京系列                | 月曜 20:54 - 21:54                                                                                   | 同時ネット ハイビジョン    |
| 福岡県         | TVQ九州放送    | テレビ東京系列                | 月曜 20:54 - 21:54                                                                                   | 同時ネット ハイビジョン    |
| 岐阜県         | 岐阜テレビ     | 独立UHF局                     | 月曜 20:54 - 21:54                                                                                   | 同時ネット ハイビジョン    |
| 奈良県         | 奈良テレビ     | 独立UHF局                     | 月曜 20:54 - 21:54                                                                                   | 同時ネット ハイビジョン    |
| 三重県         | 三重テレビ     | 独立UHF局                     | 火曜 19:00 - 19:55                                                                                   | 約3か月遅れ ハイビジョン   |
| 滋賀県         | びわ湖放送     | 独立UHF局                     | 火曜 12:00 - 12:55                                                                                   | 約4か月遅れ ハイビジョン   |
| 和歌山県       | テレビ和歌山   | 独立UHF局                     | 月曜 21:00 - 21:55                                                                                   | 28日遅れ ハイビジョン      |
| 福島県         | 福島中央テレビ | 日本テレビ系列                | 金曜 16:00 - 16:54                                                                                   | 約5か月遅れ ハイビジョン   |
| 新潟県         | テレビ新潟     | 日本テレビ系列                | |                            |
| 富山県         | 北日本放送     | 日本テレビ系列                | 金曜 25:45 - 26:40                                                                                   | 約1か月遅れ ハイビジョン   |
| 山口県         | 山口放送       | 日本テレビ系列                | 木曜 16:00 - 16:53                                                                                   | 約1か月遅れ                |
| 愛媛県         | 南海放送       | 日本テレビ系列                | 木曜 25:00 - 25:55                                                                                   | 約4か月遅れ 頭角4:3 SD画質 |
| 宮城県         | 東北放送       | TBS系列                       | 日曜 14:00 - 15:00 （2007年3月まで） 水曜 24:55 - 25:55 （2007年4月 - 2007年6月） 日曜 14:00 - 15:00 | 約4か月遅れ ハイビジョン   |
| 山形県         | テレビユー山形 | TBS系列                       | 水曜 24:55 - 25:55                                                                                   | ハイビジョン               |
| 鳥取県・島根県 | 山陰放送       | TBS系列                       | 火曜 25:00 - 25:55                                                                                   | ハイビジョン               |
| 大分県         | 大分放送       | TBS系列                       | |                            |
| 石川県         | 石川テレビ     | フジテレビ系列                | 月曜 24:40 - 25:35                                                                                   | 約4か月遅れ ハイビジョン   |
| 鹿児島県       | 鹿児島テレビ   | フジテレビ系列                | 火曜 24:40 - 25:45                                                                                   | 約2か月遅れ                |
| 長野県         | 長野朝日放送   | テレビ朝日系列                | 土曜 12:00 - 12:55                                                                                   | 26日遅れ ハイビジョン      |
| 長崎県         | 長崎文化放送   | テレビ朝日系列                | 土曜 12:00 - 13:00                                                                                   | 約4か月遅れ                |
| 熊本県         | 熊本朝日放送   | テレビ朝日系列                | 土曜 15:30 - 16:25                                                                                   | 約4か月遅れ                |
| 日本全域       | BSジャパン     | BSデジタル放送 テレビ東京系列 | 金曜 20:00 - 21:00                                                                                   | 4日遅れ ハイビジョン       |

## レギュラー放送終了後の特番
ド短期ツメコミ教育!豪腕!コーチング!!〜芸能界卓球頂上決戦!!〜（2008年2月21日 19:00 - 20:54）
- 世界卓球選手権を放送するテレビ東京のキャンペーンの一環として放送。芸能人が2つのチームに分かれ、卓球選手の福原愛と福岡春菜からそれぞれコーチを受け、2チームでダブルスの団体戦を行う。
- 出演者

- 福原愛チーム
  - 青田典子
  - ハリセンボン
  - パックン（パックンマックン）
  - ブラックマヨネーズ
  - ワッキー（ペナルティ）
  - ボビー・オロゴン
  - 山崎邦正

- 福岡春菜チーム
  - 伊藤美誠（小学生）
  - 大橋未歩
  - 金子昇
  - 徳井義実（チュートリアル）
  - 平野美宇（小学生）
  - 前川泰之
  - 三倉茉奈・三倉佳奈
  - 三田村邦彦

ド短期ツメコミ教育!豪腕!コーチング!!〜芸能人こそ一浪して東大へ行け!プロジェクト〜（2008年3月11日 19:00 - 20:54）
- 上記の東大受験の続編。
- 受験生
  - 山田雅人
  - いとうまい子 - 仕事の都合でセンター試験を受けられなかったため、本放送時はメンバーではなく応援者として出演した。
  - 植松俊介（シャカ）
  - レイザーラモンRG（レイザーラモン）
  - 小川パンプキン（カメレオンブラザーズ）
  - ちゃご（モンキーチャック）

芸能人こそ二浪して東大へ行け！プロジェクト モンキーチャック ちゃご 1095日の軌跡（2009年3月21日 25:25 - 26:40）
- 受験生
  - ちゃご（モンキーチャック）